# Hylesia vindex
Hylesia vindex är en fjärilsart som beskrevs av Dyar 1913. Hylesia vindex ingår i släktet Hylesia och familjen påfågelsspinnare. Inga underarter finns listade i Catalogue of Life.